# 10048 Grönbech
10048 Grönbech (tên chỉ định: 1986 TQ) là một tiểu hành tinh vành đai chính. Nó được phát hiện bởi Poul Jensen ở Đài thiên văn Brorfelde gần Holbæk, Đan Mạch, ngày 3 tháng 10 năm 1986. Nó được đặt theo tên Bent Grönbech, nhà thiên văn học Đan Mạch.